# Тернівська (Краснодарський край)
Тернівська — станиця в Тихорєцькому районі Краснодарського краю. Центр Тернівського сільського поселення.
Населення — 6,5 тис. мешканців (2002).
Станиця розташована на березі річки Тернівка (Терновая балка) (притока Єї), у степовій зоні, за 19 км на схід від Тихорєцька. Залізнична станція Порошинська на лінії Сальськ — Тихорєцьк.
У станиці розташовані дві середні загальноосвітні школи, лікарня, дитячі садки, будинок культури, стадіон.
Станицю засновано у 1812. Початкова назва — Терновобалкська, дано по заростям терена. Входила до Кавказького відділу Кубанської області.

## Адміністративний поділ
До складу Тернівського сільського поселення крім станиці Тернівська входять також: 
- селище Вперед,
- станиця Новороманівська (350 осіб),
- станція Порошинська (42 осіб)

Населення всього 6 808 осіб.